# رزالینا نری
رُزالینا نری (ایتالیایی: Rosalina Neri؛ ‏ ۱۲ نوامبر ۱۹۲۷ – ۵ ژوئن ۲۰۲۴) بازیگر اهل ایتالیا بود. وی کارش را با بازی در یک کمدی موزیکال در سال ۱۹۵۴ آغاز کرد. او به‌دلیل شباهت ظاهری به مریلین مونرو به «مریلین مونروی ایتالیا» شهرت داشت و با نام مستعار «ماریلینا» شناخته می‌شد. وی با هنرمندانی چون مارچلو مارکزی، جورجو استلر و اومبرتو سیمونتا همکاری کرد و سرانجام در سال ۲۰۲۴ در سن ۹۶ سالگی درگذشت.
از فیلم‌ها یا برنامه‌های تلویزیونی که وی در آن نقش داشته است، می‌توان به همه مردان بی‌کفایت، خانه لبخندها و نامزد اشاره کرد.